# Argentina ai Giochi della XXIV Olimpiade
L'Argentina partecipò ai Giochi della XXIV Olimpiade, svoltisi a Seul, Corea del Sud, dal 17 settembre al 2 ottobre 1988, con una delegazione di 118 atleti impegnati in diciotto discipline.

## Medaglie
| Medaglia | Atleta | Sport     | Evento              |
| -------- | --- | --------- | ------------------- |
| Argento  | Gabriela Sabatini | Tennis    | Singolare femminile |
| Bronzo   | Daniel Castellani Daniel Colla Hugo Conte Juan Cuminetti Esteban de Palma Alejandro Diz Waldo Kantor Esteban Martínez Raúl Quiroga Javier Weber Claudio Zulianello | Pallavolo | Torneo maschile     |